# Лорън Гроф
Лорън Гроф (на английски: Lauren Groff) е американска писателка на произведения в жанра социална драма, исторически роман, трилър и научна фантастика.

## Биография и творчество
Лорън Гроф е родена на 23 юли 1978 г. в Купърстаун, щат Ню Йорк, САЩ. Завършва Амхърст Колидж и получава магистърска степен по художествена литература от Уисконсинския университет.
Нейни разкази са публикувани в списанията „Ню Йоркър“, „Атлантик Монтли“, „Харпърс“ и др., както и в различни антологии. Получава писателската стипендия „Акстън“ от Университета на Луисвил, и няколко стипендии за участие в писателски резиденции в Яду и Върмонт Студио център.
Първият ѝ роман „Чудовищата от Темпълтън“ е издаден през 2008 г. В историята, Уили Ъптън се връща в семейния дом в Темпълтън, Ню Йорк, след катастрофална афера с женения ѝ професор по археология, но очакваното от нея спокойствие на града се променя след изплуване на труп на чудовище в езерото. А и сега тя научава истината за баща си, който не се оказва случаен непознат от времето на свободната хипи любов. Търсейки цялата истина за него се натъква на шокиращата истина за повече от едно чудовище. Романът става бестселър и е номиниран за различни награди.
През 2015 г. е издаден романът ѝ „Орисници и фурии“. Героите Лото и Матилд се женят когато са на двайсет и две, млади и влюбени. той преследва актьорска кариера, а тя работи и се грижи за дома им. След 23 години техните приятели все още завиждат на брака им – той вече пише пиеси за Бродуей, а успехът му до голяма степен се дължи на усилията на Матилд, които той почти не забелязва. Натрупаните тайни за времето на съжителството им в един момент го взривяват. Романът става бестселър в списъка на „Ню Йорк Таймс“, обявен е за роман на годината според „Тайм“, „Слейт“ и „Уошингтън Поуст“ и е № 1 в класацията на „Амазон“ на 10-те най-добри книги през 2015 г. Номиниран е за Националната литературна награда и е преведен на над 25 езика по света. Приет е и за екранизация.
През 2017 г. е обявена от списание „Гранта“ за един от най-добрите американски писатели на романи от нейното поколение. През 2018 г. получава стипендия „Гугенхайм“ за литература.
Лорън Гроф живее със семейството си в Гейнсвил, Флорида.

## Произведения

### Самостоятелни романи
- The Monsters of Templeton (2008)[1][2][4]
- Arcadia (2012)
- Fates and Furies (2015)
Орисници и фурии, изд.: ИК „Обсидиан“, София (2016), прев. Надежда Розова
- Matrix (2021)
- The Vaster Wilds (2023)

### Сборници
- Delicate Edible Birds (2009)[1][1][2]
- Florida (2018)

### Разкази
издадени на български
- Ипор, сп. „Гранта България“ (2017), прев. Надежда Радулова
- Под вълнàта, сп. „Съвременник“ (2020), прев. Маргарита Дограмаджян
- Хулиганката, сп. „Съвременник“ (2020), прев. Маргарита Дограмаджян

### Екранизации
- ?? Fates and Furies – тв филм